# ラルゴ・ウィンチ -裏切りと陰謀-
『ラルゴ・ウィンチ -裏切りと陰謀-』（原題: Largo Winch II）は、2011年のフランス・ドイツ・ベルギー合作のアクション映画。2008年の映画『ラルゴ・ウィンチ 宿命と逆襲』の続編である。

## キャスト
- ラルゴ・ウィンチ: トメル・シスレー（吹替：三上哲）
- ダイアン・フランケン：シャロン・ストーン（吹替：唐沢潤）
- アレクサンドレ・ユング：ローラン・テルジェフ（英語版、フランス語版）（吹替：曵地伸之）
- ドワイト・コクラン：ウルリッヒ・トゥクル（吹替：玉野井直樹）
- マルナイ：マメ・ナクプラシット（吹替：上村愛香）
- シモン：オリヴィエ・バルテレミ（吹替：岩崎正寛）
- ゴーティエ：ニコラ・ボード（吹替：真矢野靖人）

## テレビ放送
| 回数 | テレビ局   | 番組名（放送枠名） | 放送日         | 放送時間      | 放送分数 | 視聴率                                    |
| ---- | ---------- | ------------------ | -------------- | ------------- | -------- | ----------------------------------------- |
| 1    | テレビ東京 | 午後のロードショー | 2014年6月5日   | 13:25 - 15:25 | 120分    |                                           |
| ２   | テレビ東京 | 年忘れロードショー | 2017年12月31日 | 28:06 - 30:00 | 116分    | 0.8% (28:06 - 29:00) 1.1% (29:00 - 30:00) |

- 視聴率はビデオリサーチ調べ、関東地区・世帯・リアルタイム。